# Iazu, Ialomița
Iazu este un sat în comuna Scânteia din județul Ialomița, Muntenia, România.